# Rovaselkä
Rovaselkä är en kulle i Finland.   Den ligger i den ekonomiska regionen  Fjäll-Lappland  och landskapet Lappland, i den norra delen av landet, 800 km norr om huvudstaden Helsingfors. Toppen på Rovaselkä är 303 meter över havet, eller 85 meter över den omgivande terrängen. Bredden vid basen är 3,1 km.
Terrängen runt Rovaselkä är huvudsakligen platt. Trakten runt Rovaselkä är nära nog obefolkad, med mindre än två invånare per kvadratkilometer. Närmaste större samhälle är Kittilä, 19,0 km nordost om Rovaselkä. 